# Rzut karny (rugby union)

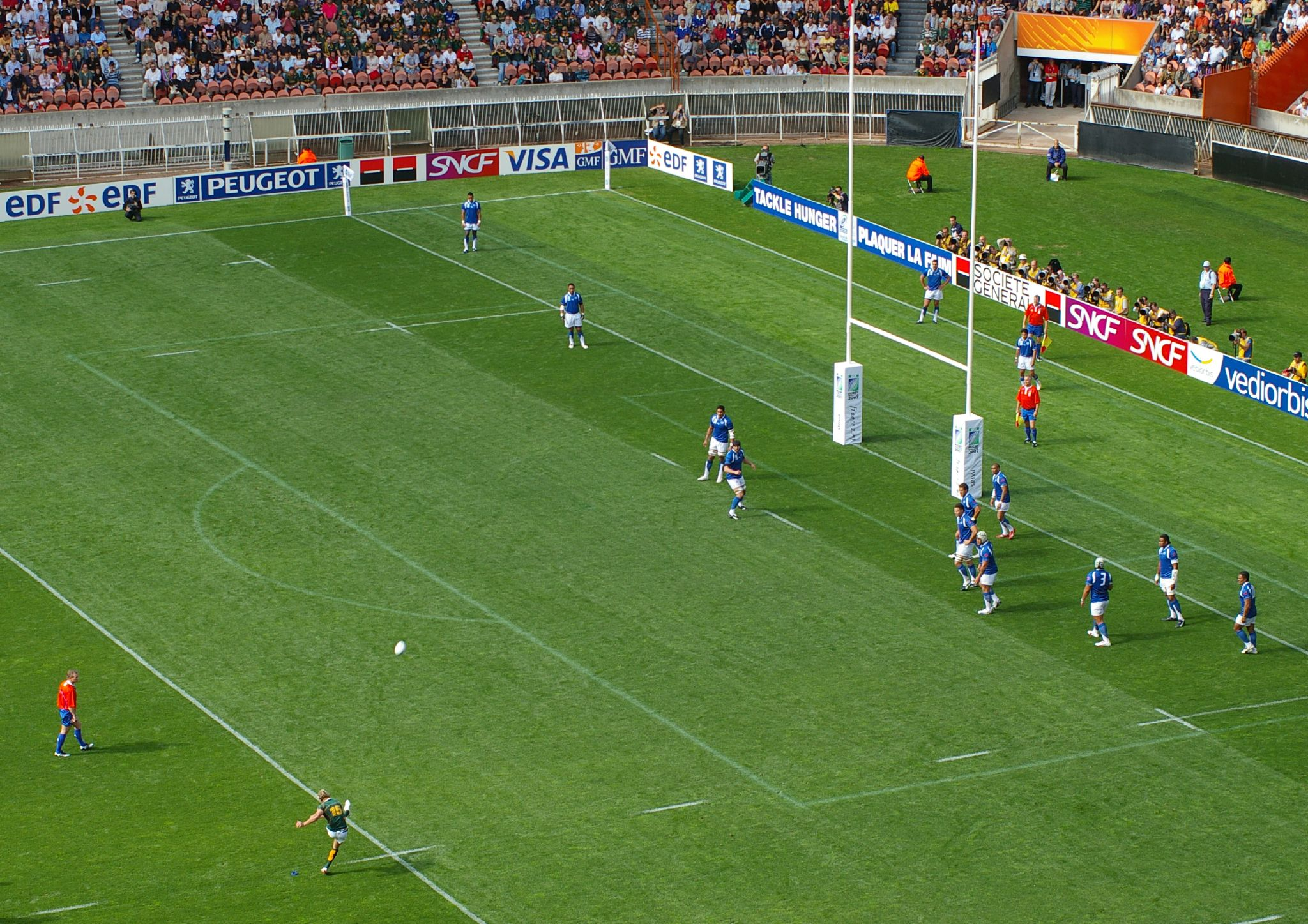
Rzut karny wykonany jako kop z ziemi na bramkę

Rzut karny (ang. penalty) – stały fragment gry w rugby union przyznawany jednej z drużyn w przypadku przewinienia drużyny przeciwnej. Jedna z metod wykonania rzutu karnego, bezpośredni kop na bramkę, stanowi jeden ze sposobów zdobywania punktów w meczu.

## Okoliczności przyznania rzutu karnego
Rzut karny przyznawany jest przez sędziego jednej z drużyn w przypadku popełnienia przez zawodników drużyny przeciwnej przewinienia, niezależnie od położenia na boisku. Przewinieniami takimi są m.in.:
- przeszkadzanie w grze przez zawodnika znajdującego się na pozycji spalonej,
- niebezpieczna szarża, w szczególności szarża powyżej linii barków przeciwnika,
- atakowanie lub przeszkadzanie graczowi, który nie ma piłki (z wyjątkiem gry w formacji młyna, rucka lub maula),
- atak na przeciwnika niosącego piłkę bez próby chwycenia go,
- chwycenie lub atak na przeciwnika, którego stopy znajdują się nad ziemią,
- podniesienie przeciwnika i takie nim kierowanie lub upuszczenie, że górna część jego ciała jako pierwsza dotknie ziemi,
- niebezpieczna gra w formacji młyna, w tym ciągnięcie, podnoszenie, wynoszenie przeciwników przez graczy pierwszej linii lub zawalanie młyna,
- niebezpieczna gra w formacji rucka lub maula, w tym atakowanie przeciwnika bez uprzedniego chwycenia go, celowe zawalanie rucka lub maula,
- celowe zagranie piłki do przodu ręką,
- trzymanie piłki po upadku na ziemię (zamiast niezwłocznego wstania, podania piłki lub jej odłożenia), przeszkadzanie w podniesieniu piłki przez przeciwnika,
- niepuszczenie przez szarżującego zawodnika przeciwnika, który upadł na ziemię, niepozwolenie przewróconemu przeciwnikowi na odłożenie piłki, walka o piłkę w pozycji leżącej,
- dołączenie do rucka lub maula z innej strony niż od strony własnego pola punktowego[1].

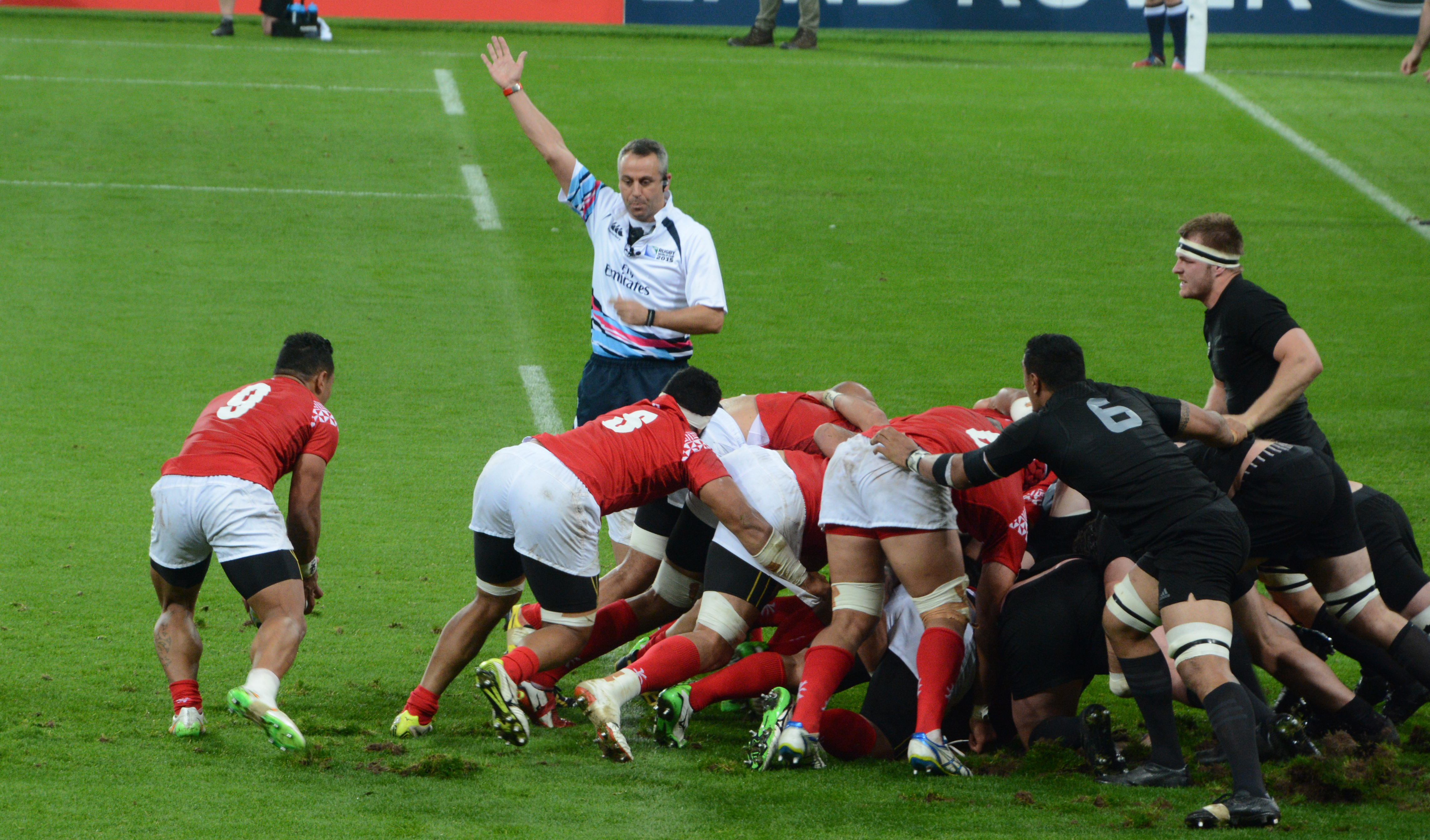
Sygnalizacja przez sędziego przyznania rzutu karnego (na rzecz drużyny w czerwonych koszulkach)

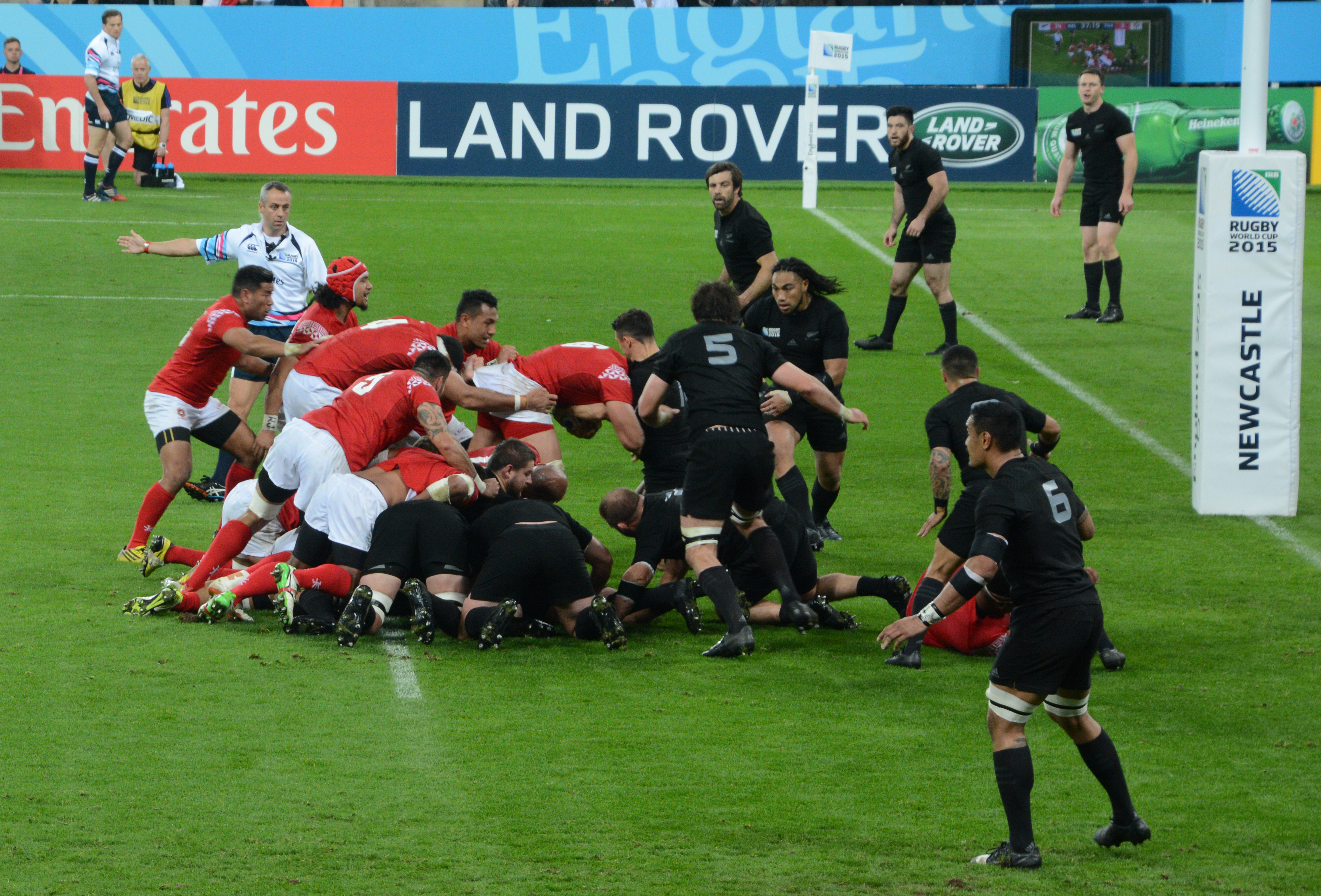
Sygnalizacja przez sędziego korzyści (na rzecz drużyny w czerwony koszulkach)

Ponadto rzutem karnym są też karane inne zagrania przeciwników, które stanowią celowe naruszenie przepisów gry, są niebezpieczne dla przeciwnika lub mają charakter powtarzający się. Rzut karny jest także dyktowany w przypadku podważania autorytetu sędziego, kwestionowania lub dyskutowania z jego decyzjami, niezaprzestania gry po gwizdku.
Sędzia nie jest zobowiązany do natychmiastowego odgwizdania rzutu karnego po przewinieniu, jeśli drużyna, na rzecz której rzut karny byłby przyznany, pozostaje w posiadaniu piłki. Sędzia może w takim wypadku odgwizdać rzut karny po pewnym czasie (np. gdy ta drużyna utraci piłkę, w przypadku kolejnego naruszenia przepisów, wyjścia piłki poza boisko itp.), o ile drużyna, której ten rzut karny się należał nie odniosła w tym czasie korzyści (taktycznej lub terytorialnej).
Rzut karny sygnalizowany jest przez ustawionego równolegle do linii autowej sędziego podniesieniem w górę wyprostowanej ręki, skierowanej ukośnie w kierunku pola punktowego drużyny, której rzut karny został przyznany. Następnie sędzia odpowiednim gestem pokazuje rodzaj przewinienia. Udany kop z rzutu karnego na bramkę jest sygnalizowany przez sędziego bocznego podniesieniem w górę wyprostowanej ręki z chorągiewką. W przypadku stosowania przywileju korzyści sędzia sygnalizuje ten fakt wyprostowaną ręką skierowaną poziomo w kierunku pola punktowego drużyny, która z niego korzysta.

## Sposoby wykonywania rzutu karnego
Co do zasady rzuty karne wykonywane są z miejsca przewinienia lub z miejsca bardziej oddalonego od pola punktowego przeciwnika, znajdującego się na linii prostopadłej do linii pola punktowego i przecinającej miejsce przewinienia. Od tej zasady istnieją wyjątki: na przykład rzut karny nie może być wykonywany bliżej niż 5 metrów od pola punktowego przeciwnika, a z kolei w przypadku kolejnego przewinienia po sygnalizacji rzutu karnego (np. przeszkodzenia w jego wykonaniu) miejsce rzutu karnego może być przesunięte o 10 metrów w stronę pola punktowego przeciwnika.
Sposób wykonania rzutu karnego wybiera drużyna, której go przyznano. Rzut karny odbywa się poprzez kop z ręki (z powietrza), kop po koźle (drop), kop z ziemi (ta forma nie jest dozwolona w odmianie rugby 7), młyn lub wrzut z autu (jeśli przewinienie dotyczyło autu). W przypadku wykopania piłki w aut (po kopie z ręki lub po koźle), aut zostaje przyznany drużynie, która wykonywała rzut karny. Podczas kopa inni zawodnicy drużyny, której przyznano rzut karny, muszą znajdować się za graczem kopiącym, a zawodnicy drużyny przeciwnej powinni znajdować się co najmniej 10 metrów przed nim (chyba że rzut karny zostanie wykonany tak szybko, że nie mieli szansy wrócić – jednak i w tej sytuacji przed włączeniem się do gry muszą znaleźć się przed linią 10 metrów od miejsca, z którego wykonano kop).

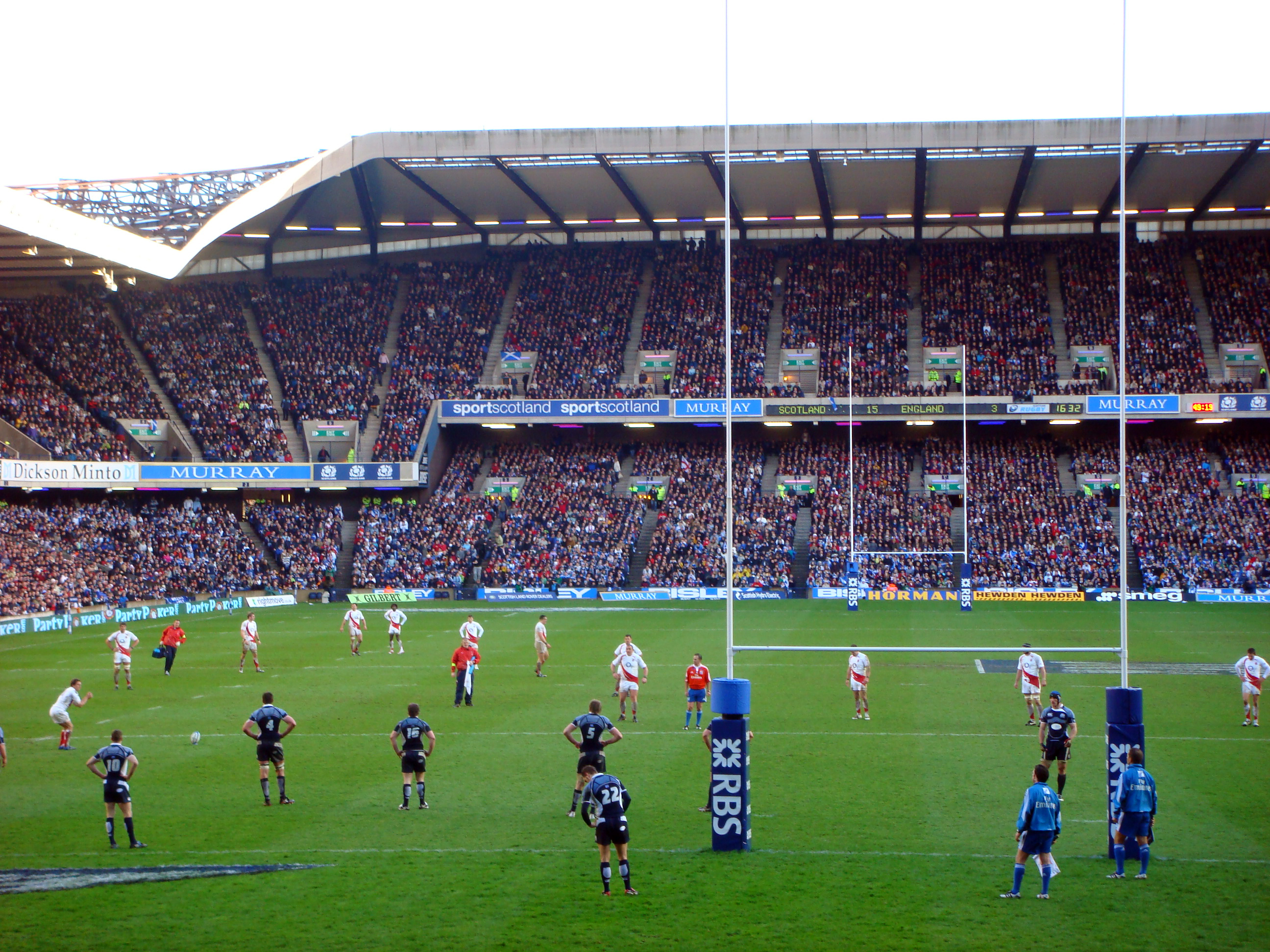
Przygotowanie do rzutu karnego wykonywanego jako kop z ziemi na bramkę

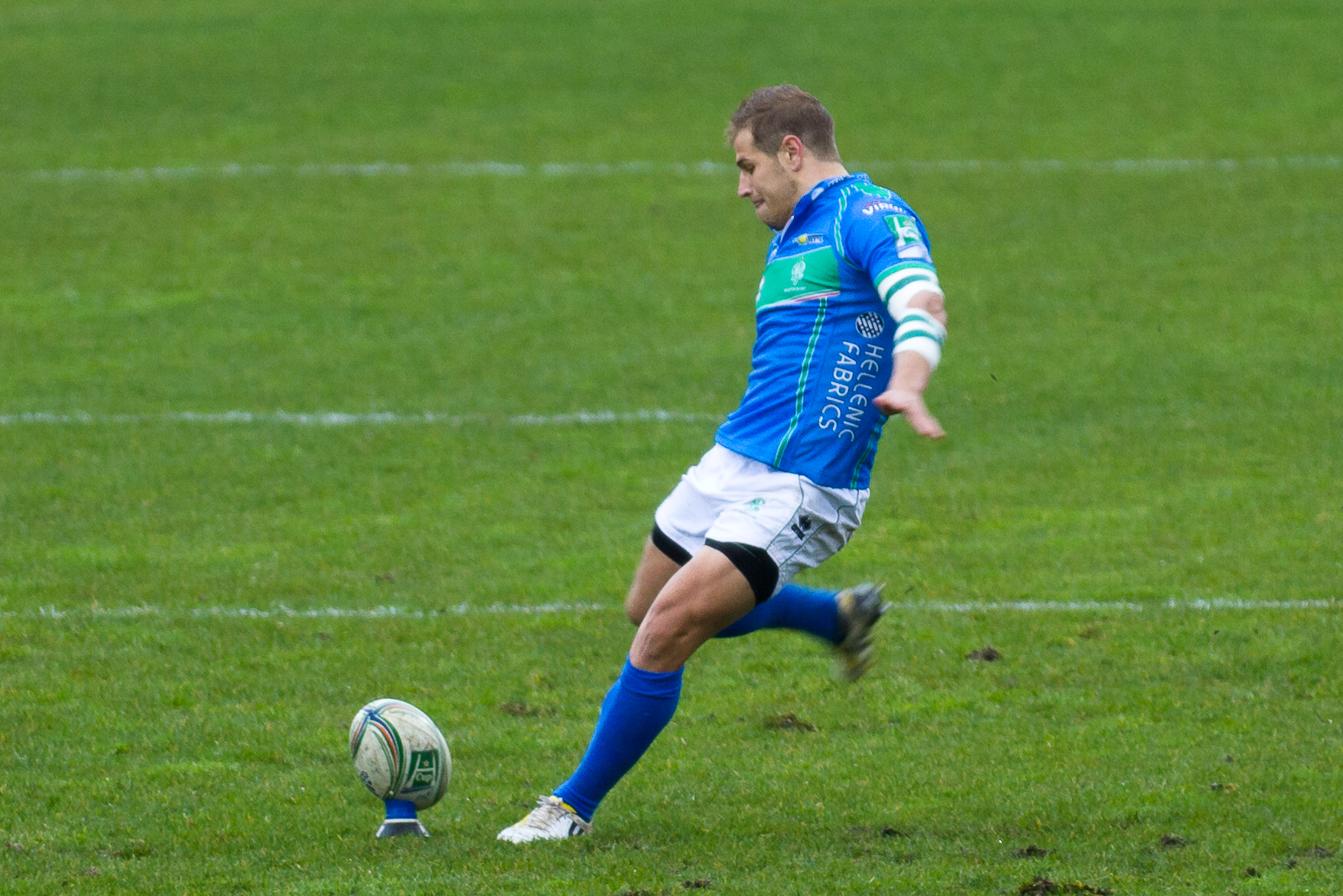
Rzut karny wykonywany jako kop z ziemi

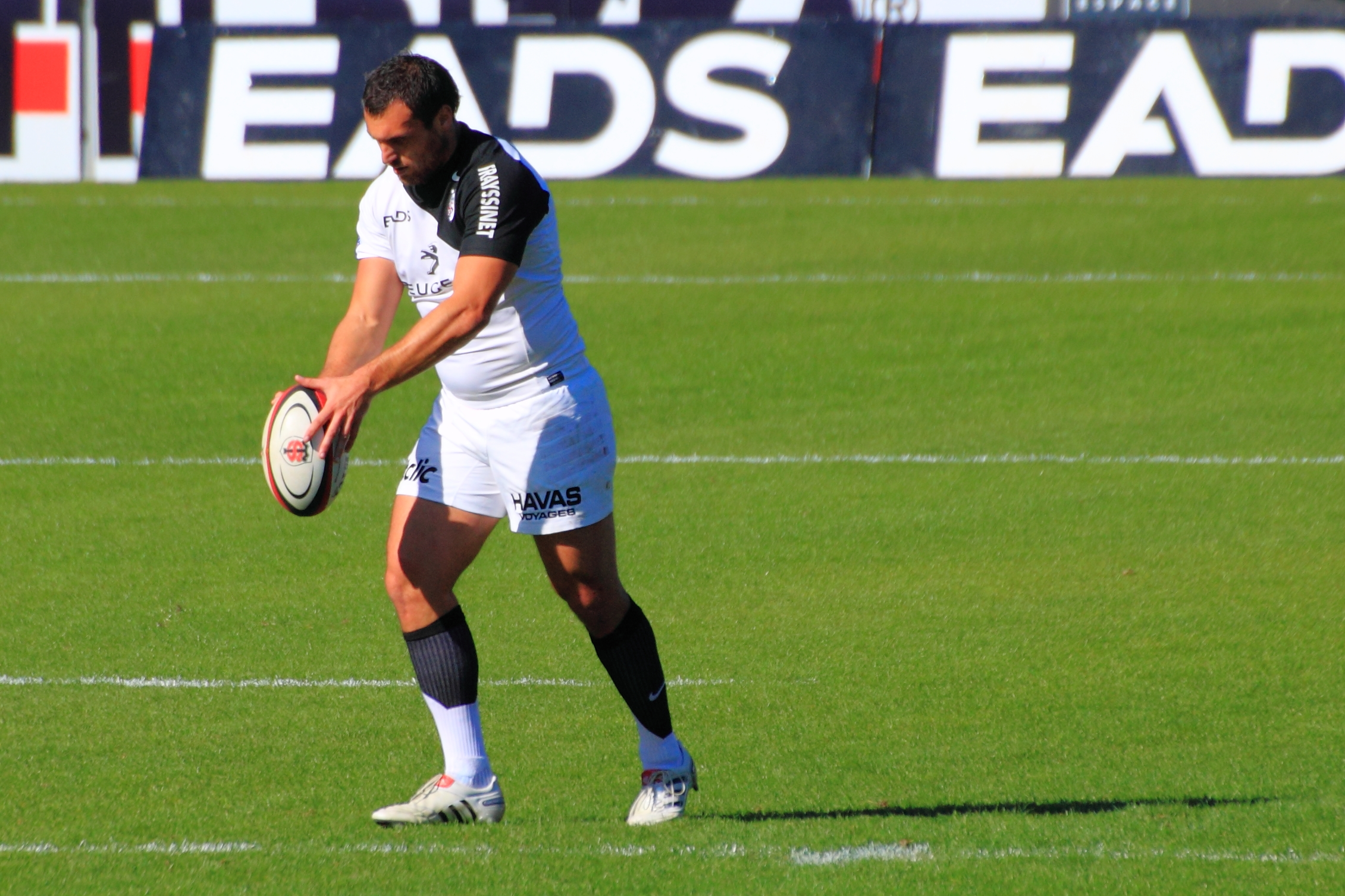
Rzut karny wykonywany jako kop z powietrza

Kop z ziemi może być wykonany tylko w przypadku próby bezpośredniego uderzenia na bramkę przeciwnika. W takim wypadku drużyna, której rzut karny został przyznany, musi poinformować sędziego o podjęciu decyzji o wykonaniu takiej próby oraz wykonać kop na bramkę w ciągu minuty od przekazania decyzji sędziemu. Rzut na bramkę wykonuje się kopiąc piłkę położoną na murawie lub na specjalnej podstawce; egzekutorowi rzutu karnego może asystować inny zawodnik tej samej drużyny podtrzymujący piłkę. Natomiast w wariancie rugby 7 piłkę na bramkę kopie się po koźle, a na podjęcie próby przysługuje pół minuty. W przeciwieństwie do podwyższenia zawodnicy drużyny przeciwnej nie mogą w żaden sposób utrudniać ani przeszkadzać w rzucie karnym aż do momentu kopnięcia piłki. Jeśli przy wykonywaniu rzutu karnego dojdzie do przewinienia ze strony zawodników drużyny przeciwnej, a kop będzie nieskuteczny, rzut karny zostaje powtórzony z miejsca bliższego o 10 metrów do pola punktowego drużyny przeciwnej.
Zdobycie punktów przez kop z rzutu karnego następuje w przypadku, gdy piłka kopnięta przez zawodnika przeleci ponad poprzeczką oraz pomiędzy słupkami (lub pomiędzy liniami stanowiącymi przedłużenie słupków w górę) bramki przeciwnika (analogicznie jak w przypadku zdobywania punktów z drop goala i podwyższenia). Skuteczny kop z rzutu karnego daje drużynie, która go wykonała, trzy punkty.

## Rzut karny w taktyce gry
Wybór sposobu rozegrania karnego w dużej mierze uzależniony jest od miejsca, w którym jest on podyktowany, oraz sytuacji na boisku, pozostałego czasu i aktualnego wyniku:
- kop na bramkę (ang. kick at goal) ma na celu bezpośrednie zdobycie punktów. Wybierany jest wyłącznie w sytuacji, gdy bramka znajduje się w zasięgu gracza kopiącego piłkę;
- kop w aut (ang. kick for touch) ma na celu zdobycie terytorium – przesunięcie gry w kierunku pola punktowego przeciwnika. Drużyna wykopująca piłkę wrzuca następnie piłkę z autu. Wybierany jest najczęściej w sytuacji, gdy do bramki jest zbyt daleko na bezpośredni strzał. Jest on wykonywany także w sytuacji, gdy bramka jest w zasięgu gracza kopiącego, ale drużyna potrzebuje zdobyć więcej niż trzy punkty;
- młyn wybierany jest szczególnie w sytuacji, gdy przewinienie ma miejsce blisko pola przyłożeń drużyny przeciwnej – stwarza on dla niej duże zagrożenie;
- szybki rzut karny (ang. quick tap, tap kick) polega na delikatnym kopnięciu piłki i natychmiastowym jej złapaniu oraz kontynuowaniu gry. Wykonywany jest najczęściej natychmiast po sygnale o podyktowaniu rzutu karnego, gdy istnieje szansa na wykorzystanie braku przygotowania drużyny przeciwnej do obrony[10].

Istnieje także możliwość innego rozegrania po kopie, np. kopiąc piłkę do przodu i próbując ją złapać albo rozgrywając wcześniej zaplanowane schematy (to ostatnie – zwykle w pobliżu pola punktowego przeciwnika).
Szczególne znaczenie ma wybór sposobu rozegrania w pobliżu pola punktowego przeciwnika. Niewielka odległość od niego powoduje w przypadku wybrania młynu lub kopa w aut zwiększenie szansy na zdobycie wartego pięć punktów przyłożenia (a siedmiu punktów, jeśli zostałoby ono podwyższone). Jednak wciąż istnieje większa szansa na zdobycie mniejszej liczby punktów bezpośrednio z kopa na bramkę .
Znaczenie kopów na bramkę z rzutu karnego w rozgrywce stopniowo malało wraz z podnoszeniem punktacji za przyłożenia – od 1 punktu w XIX w. do 5 punktów od 1992.
W rugby 7 bezpośrednie kopy na bramkę są bardzo rzadko stosowane. Natomiast krótszy czas rozgrywki oraz znacznie większa ilość miejsca umożliwiającego atak powoduje, że większą popularnością niż w przypadku rugby piętnastoosobowego cieszy się w tej odmianie szybki rzut karny, który pozwala na zachowanie posiadania piłki i natychmiastowy atak.

## Historia
W okresie kształtowania się zasad rugby w XIX w. długo nie przewidywano żadnej efektywnej metody karania drużyny, która naruszyła przepisy gry. W latach 70. XIX w. część członków Rugby Football Union podniosła pomysł wprowadzenia kopów z rzutu karnego jako kary za spalony. W 1880 pomysł ten został odrzucony, jednak w 1882 włączono go do zasad gry. Wówczas jednak taki kop nie miał wpływu na wynik spotkania. W 1886 podjęto próbę wprowadzenia systemu liczenia wyniku w oparciu o punkty (w miejsce dotychczasowego liczenia bramek); zaproponowano wówczas również, aby przyznawać punkty za kop na bramkę z rzutu karnego. Zmiany te stopniowo wprowadzono w życie, przy czym liczba przyznawanych punktów pozostawała zmienna do 1893, gdy ustaliła się na dłuższy czas – za kop na bramkę z rzutu karnego były to trzy punkty (według niektórych źródeł do 1891 roku były to dwa punkty). Wprowadzenie punktowanych kopów z rzutu karnego miało duży wpływ na grę.